# Cephaloscyllium signourum
Cephaloscyllium signourum és una espècie de peix de la família dels esciliorrínids i de l'ordre dels carcariniformes.

## Morfologia
- Les femelles poden assolir 74,1 cm de longitud total.[4]

## Hàbitat
És un peix marí de clima tropical que viu entre 480-700 m de fondària.

## Distribució geogràfica
Es troba a Austràlia.